# Budești (okręg Jassy)
Budești – wieś w Rumunii, w okręgu Jassy, w gminie Mogoșești. W 2011 roku liczyła 398 mieszkańców.